# Scaevola humifusa
Scaevola humifusa är en tvåhjärtbladig växtart som beskrevs av De Vriese. Scaevola humifusa ingår i släktet Scaevola och familjen Goodeniaceae. Inga underarter finns listade i Catalogue of Life.